# El barbero de Sevilla (película de 1904)
El barbero de Sevilla (en francés: Le Barbier de Séville), también llamada El barbero de Sevilla o la precaución inútil, fue una película muda dirigida por Georges Méliès en 1904, basada en la obra homónima escrita en el siglo XVIII por Pierre de Beaumarchais. Fue estrenada por la Star Film Company de Méliès y numerada como 606–625 en sus catálogos, donde se anunció como "comedia burlesca en 7 actos, según Beaumarchais". Como varios de los films más largos de Méliès, se estrenaron dos versiones simultáneamente: una copia completa de 22 minutos y una copia abreviada.
Al igual que con su película de 1904 Fausto y Margarita, Méliès también preparó una banda sonora especial para El barbero de Sevilla, con una partitura para acompañarla adaptada de las arias más conocidas de la ópera de Rossini. Como otras películas de Méliès  (incluyendo: Un viaje a la Luna, Viaje a través de lo imposible, El Reino de las Hadas, y El sueño del Rajah), algunas de las copias fueron individualmente coloreadas a mano y vendidas más caras.
Actualmente la película se considera perdida.